# Parapenaeon japonicum
Parapenaeon japonicum är en kräftdjursart som först beskrevs av Thielemann 1910.  Parapenaeon japonicum ingår i släktet Parapenaeon och familjen Bopyridae. Inga underarter finns listade i Catalogue of Life.